# Баку (бриг, 1835)
«Баку» — бриг Каспийской флотилии Российской империи. Находился в составе флота с 1835 года, во время службы принимал участие в плаваниях в акватории Каспийского моря и использовался для несения брандвахтенной службы.

## Описание брига
Парусный бриг с деревянным корпусом, длина судна составляла 25 метров, ширина по сведениям из различных источников — 7,6—7,62 метра, а осадка 3,1—3,7 метра. Вооружение судна состояло из 14 орудий.

## История службы
Бриг «Баку» был заложен на стапеле Астраханского адмиралтейства 6 (18) октября 1834 года и после спуска на воду 15 (27) мая 1835 года вошёл в состав Каспийской флотилии России. Строительство корабля вёл кораблестроитель С. Г. Бебиков.
В навигацию с 1836 по 1844 год бриг выходил в плавания в Каспийское море, а также периодически использовался в качестве брандвахтенного судна в Баку и у острова Сара. При этом в 1839 году доставил подарок императора Николая I персидскому шаху из Астрахани в Энзели.
Зимой 1844—1845 годов подвергся тимберовке в Астрахани.
В кампании с 1846 по 1850 год нёс брандвахтенную службу на Бакинском рейде.

## Командиры брига
Командирами брига «Баку» в составе Российского императорского флота в разное время служили:
- П. М. Никонов (1836 год);
- И. М. Кутузов (до августа 1837 года);
- В. С. Хартуляри (с августа 1837 года до 1840 года);
- В. М. Гильдебрант (1841—1842 годы);
- И. А. Лихарев (1843—1846 годы);
- В. М. Гильдебрант (1847—1849 годы);
- И. М. Тарасов (1850 год).

### Комментарии
1. ↑  82 фута[1].
2. ↑  25 футов[1].
3. ↑  10 футов 1 дюйм[1].